# Ленинградское дело
«Ленингра́дское де́ло» — серия судебных процессов в СССР в конце 1940-х — начале 1950-х годов против партийных и государственных руководителей, в основном связанных с городом Ленинградом и ленинградскими областным и городским комитетами ВКП(б). Осуждённым предъявляли обвинения в создании внутри партии «вражеской группы», в ведении «вредительско-подрывной работы», включая фальсификации на выборах, а также коррупции — хищении государственных средств для личного обогащения. Среди ключевых осуждённых по «ленинградскому делу» были секретарь ЦК ВКП(б) Алексей Кузнецов, председатель Госплана СССР Николай Вознесенский, председатель Совета министров РСФСР Михаил Родионов, первый секретарь Ленинградского обкома и горкома ВКП(б) Пётр Попков. Хотя ранее в 1947 году в СССР была отменена смертная казнь, 29-30 сентября 1950 года центральные фигуранты «Ленинградского дела» были приговорены к смерти и расстреляны сразу же после вынесения приговора.
В 1954 году осуждённые по «Ленинградскому делу» были реабилитированы, предъявленные им обвинения были признаны фиктивными. Вина за их уголовное преследование была возложена на министра государственной безопасности Виктора Абакумова. Историки называли среди возможных причин репрессий против «ленинградцев» их закулисное противостояние с группой Маленкова и Берии; подавление «русской партии» внутри ВКП(б), а также реальную коррупцию среди ленинградского руководства. Поскольку основные массивы документов по «делу» до сих пор недоступны для изучения, так как находятся на закрытом хранении в различных архивах, партийных и ведомственных, то полноценного научного исследования причин и хода «ленинградского дела» до сих пор не проведено.

## Фигуранты
В центре расследования оказались все руководители ленинградских областных, городских и районных организаций ВКП(б), а также почти все советские и государственные деятели, которые после Великой Отечественной войны были выдвинуты из Ленинграда на руководящую работу в Москву и в другие областные партийные организации. Аресты производились как в Ленинграде, так и по всей стране: в Москве, Горьком, Мурманске, Симферополе, Новгороде, Рязани, Пскове, Петрозаводске, Таллине.
Ключевыми фигурантами на основном процессе 29-30 сентября 1950 года были:
- Кузнецов, Алексей Александрович — секретарь ЦК ВКП(б), бывший первый секретарь Ленинградского обкома и горкома ВКП (б);
- Попков, Пётр Сергеевич — первый секретарь Ленинградского обкома и горкома ВКП(б);
- Вознесенский, Николай Алексеевич — председатель Госплана СССР;
- Капустин, Яков Фёдорович — второй секретарь Ленинградского горкома ВКП(б);
- Лазутин, Пётр Георгиевич — председатель Ленгорисполкома;
- Родионов, Михаил Иванович — председатель Совета министров РСФСР;
- Турко, Иосиф Михайлович — первый секретарь Ярославского обкома ВКП(б);
- Михеев, Филипп Егорович — управляющий делами Ленинградского обкома и горкома ВКП(б);
- Закржевская, Таисия Владимировна — заведующая отделом партийных, профсоюзных и комсомольских органов ЦК ВКП(б).

Среди других осуждённых по «Ленинградскому делу», которых судили на отдельном процессе, были два министра РСФСР — брат Николая Вознесенского Алексей Вознесенский и Михаил Басов. Историк Джузеппе Боффа отмечал, что высшие руководители страны, подпавшие под «Ленинградское дело», — Вознесенский, Кузнецов, Родионов — были относительно молоды и получили ответственные назначения в последние годы. Глава ленинградской партийной организации Попков был одним из основных вдохновителей обороны города в годы войны.

## Идея создания Российской Коммунистической партии
Руководителей Ленинградского обкома ВКП (б) обвиняли в том, что они намеревались создать Российскую коммунистическую партию в противовес Всесоюзной и начать противостояние с ЦК ВКП (б).

«Сталин И. В. реагировал на предложение создать РКП(б) резко отрицательно. Очевидно, он боялся, что российская компартия, в отличие от партий других союзных республик, будет представлять угрозу центральному партийному руководству. Через несколько дней Политбюро приняло резолюцию, которая смещала ленинградских коммунистов с их постов и обязывала ленинградскую парторганизацию навести порядок в своих рядах».
То, что разговоры о создании Российской Коммунистической партии велись в кабинетах секретарей ЦК А. А. Жданова и А. А. Кузнецова, не вызывает сомнений историков[каких?], как и негативная реакция Сталина, озвученная на заседании Политбюро ЦК по поводу предложения П. С. Попкова, высказанного на февральском пленуме Ленинградского обкома ВКП (б) в присутствии секретаря ЦК Г. М. Маленкова. В сентябре 1947 года с таким предложением к Сталину обратился председатель Совета министров РСФСР М. И. Родионов, мотивируя создание Бюро ЦК по РСФСР необходимостью обсуждения хозяйственных и культурных вопросов, выносимых на рассмотрение республиканского Совмина. Хотя формально название этого предлагаемого Родионовым органа совпадает с созданным по инициативе самого Сталина в 1936 году Бюро ЦК по делам РСФСР, функционально он должен был иметь гораздо более широкие полномочия: фактически предлагалось лишить российские местные партийные организации прямого выхода на ЦК в обход Бюро. Таким образом были бы созданы «малое Политбюро» со своим руководством и система двоевластия в партии и государстве. Против этого выступил не только Сталин, но и затем Хрущёв, заявивший на организационном пленуме ЦК КПСС 27 февраля 1957 года: «Российская Федерация очень большая, и надо чтобы в партии не наступило какого-то раздвоения».
На пост первого секретаря ЦК РКП (б) ленинградцы пророчили А. А. Кузнецова, что нашло отражение в приговоре по «Ленинградскому делу»: осуждённых обвинили в том, что, создав антипартийную группу, они проводили вредительско-подрывную работу, направленную на отрыв и противопоставление ленинградской партийной организации Центральному Комитету партии, превращение её в опору для борьбы с партией и ЦК ВКП(б).
На февральском пленуме Ленинградского обкома и горкома (1949) П. С. Попков объяснял стремление создать РКП (б) необходимостью «облегчить» работу ЦК ВКП (б) по руководству партийными организациями, однако признал, что защита интересов русского народа, поручаемая российской компартии, — это уже антипартийная линия, так как нельзя сказать, что РКП (б) печется об интересах русского народа, а товарищ Сталин — нет.

## Манипуляции с выборами
Обеспокоенность ЦК вызвали нарушения в процессе выборов на VIII Ленинградской городской объединённой партийной конференции, где во многих бюллетенях для тайного голосования были вычеркнуты фамилии первого секретаря обкома и горкома П. С. Попкова, второго секретаря горкома Я. Ф. Капустина, второго секретаря обкома Г. Ф. Бадаева, однако при объявлении результатов они якобы были избраны единогласно. Доклад об итогах голосования сделал зав. отделом тяжёлой промышленности горкома А. Я. Тихонов. Об этом в ЦК сообщил анонимный заявитель, скрывший своё имя из-за опасения преследований, после чего секретарь ЦК Г. М. Маленков распорядился провести расследование.
Тихонова и его приятеля, секретаря Смольненского райкома партии В. В. Никитина вызвали для объяснений в Москву, затем опросили членов счётной комиссии и выяснили, что подтасовка имела место: против Попкова было подано 4 голоса, против Бадаева 2, против Капустина — 15. Кроме того, были поданы голоса против председателя Ленинградского горисполкома П. Г. Лазутина. Начали доискиваться, кто отдал указание о фальсификации, при этом Попков пытался свалить вину на Капустина или доказать, что Тихонов действовал по собственной инициативе. Однозначного вывода по этому вопросу в документах не опубликовано. Историк В. А. Кутузов в первых статьях о «Ленинградском деле» в 1987-89 году представлял единственным виновным в подлоге Тихонова и считал сам факт фальсификации малозначимым на фоне 1000 голосов. А. А. Амосова и её американский соавтор Д.Бранденбергер вообще написали, что нарушения партийной демократии и практика объявления результатов выборов как единогласных, тогда как на деле они показывали лишь большинство голосов, в сталинское время были повсеместными, однако не подкрепили это утверждение никакими архивными документами или ссылками на источники.
Из доклада нового первого секретаря горкома Ф. Р. Козлова на IX Ленинградской городской партийной конференции (1950 год) явствует, что практика фальсификации выборов в Ленинградских партийных организациях считалась терпимой: на IX Ленинской районной партконференции по указанию секретаря райкома Л. С. Ананьева были изъяты голоса против выдвижения П. С. Попкова делегатом на городскую партконференцию, итоги выборов в парткомы «исправили» на Фрунзенской партконференции, в ряде первичек Василеостровского района. Эта практика просочилась и в комсомольские организации. Примечательно, что именно это нарушение Козлов поставил на первое место, а вовсе не пьянство, растраты партийных и государственных средств и присвоение денег, продуктов питания и материальных ценностей со стороны фигурантов «Ленинградского дела». «Это лишний раз подчёркивает тяжесть содеянного ленинградским начальством по действовавшей в то время оценочной шкале партийных проступков», — отмечает исследователь А. В. Сушков.
После того, как подтасовка на выборах была установлена, состоялся февральский (1949) пленум Ленинградского обкома и горкома ВКП (б), на котором выступавшие связывали случившееся с бахвальством и вождизмом, охватившим товарищей по партии, высказывали упрёки в адрес Кузнецова, который поощрял подхалимаж и был нетерпим к критике, вёл себя, как «царь и бог».

## Расстановка кадров
Одним из обвинений «ленинградцам» были ошибки в кадровой политике: подбор не по деловым качествам, а из числа лично преданных людей, которые могли быть не только «политически сомнительными», но и «морально разложившимися», при этом скрывались негативные сведения и факты их биографий.

### Кузница Кузнецова
Ленинград в послевоенные годы действительно стал кузницей кадров различных уровней.
Они были поставлены во главе областных комитетов ВКП(б), с перспективой войти в состав кандидатов в члены ЦК на ближайшем съезде партии: Новгородского обкома — Г. Х. Бумагин, Псковского — Л. М. Антюфеев, Ярославского — И. М. Турко, Крымского — Н. В. Соловьев.
Посты вторых секретарей в руководстве регионов заняли Г. Т. Кедров (ЦК КП(б) Эстонии), П. А. Иванов (Калининград), И. И. Баскаков (Новгород), А. Д. Вербицкий (Мурманск), П. В. Кузьменко (Рязань).
Во главе областных исполнительных комитетов Советов депутатов трудящихся встали ленинградцы П. П. Еремеев, затем М. И. Сафонов (Новгород), В. Д. Семин (Псков), А. И. Бурилин (Калуга). Вторые секретари обкомов и председатели облисполкомов обычно являлись ближайшим резервом для выдвижения на первые роли в регионах.
Несколько ленинградских руководителей были выдвинуты в ЦК ВКП(б) и в правительственные структуры. В первую очередь, земляками окружил себя возглавлявший управление кадров ЦК ВКП(б) А. А. Кузнецов. Бывший секретарь Куйбышевского райкома ВКП(б) Ленинграда Т. В. Закржевская стала заместителем заведующего отделом партийных, профсоюзных и комсомольских органов ЦК ВКП(б), бывший заведующий отделом торговли и заместитель председателя Ленгорисполкома И. А. Андреенко возглавил отдел кадров планово-финансово-торговых органов управления кадров ЦК ВКП(б), Клеменчук — отдел управления кадров ЦК ВКП(б), бывший редактор газеты «Ленинградская правда» Н. Д. Шумилов — отдел управления пропаганды и агитации ЦК ВКП(б). В. Н. Иванов стал инспектором ЦК ВКП(б), М. В. Басов — заместителем председателя Совета министров РСФСР и председателем Госплана РСФСР.
Объяснить этот кадровый поток только авторитетом ленинградцев и наличием у них некоего уникального опыта сложно. Сибирский, уральский или поволжский регионы имели не меньше авторитета и опыта, однако такого влияния в партии не приобрели. Поэтому напрашивается вывод, что на такие массовые назначения могли повлиять и А. А. Жданов как руководитель Секретариата ЦК, и А. А. Кузнецов как глава управления кадров ЦК ВКП(б): именно эта структура выдвигала и характеризовала выдвиженцев Ленинграда Секретариату и Политбюро ЦК ВКП(б). Надо сказать, многоступенчатую систему утверждения кадров иногда не удавалось преодолеть и Жданову с Кузнецовым: в середине 1948 года первому не удалось поставить второго секретаря Ленинградского горкома Я. Ф. Капустина начальником отдела машиностроения ЦК ВКП(б), а второму — заменить Д. В. Крупина бывшим управделами ленинградских обкома и горкома Ф. Е. Михеевым на должности управляющим делами ЦК ВКП(б).

### Расформирование управления кадров ЦК
Несмотря на то, что в некоторых публикациях указывается, что Кузнецов выполнял указание Сталина о продвижении молодых кадров по партийной карьерной лестнице, его работой оказался недоволен его патрон А. А. Жданов, который в середине 1948 года подготовил проект постановления Политбюро о реорганизации Секретариата ЦК ВКП(б) с негативной оценкой деятельности управления кадров ЦК ВКП(б), обвинив своего ставленника А. А. Кузнецова в «серьёзных упущениях в подборе кадров на важных участках». Работа управления кадров ЦК была признана неудовлетворительной, А. А. Кузнецова понизили в должности, поручив курировать отдел машиностроения и административный отдел ЦК ВКП(б).
В ходе «ленинградского дела» назначенцы Кузнецова по поручению Секретариата ЦК партии были подвергнуты тщательной проверке Комиссией партийного контроля при ЦК, которая выявила целый букет нарушений и злоупотреблений в их работе, оставшихся вне поля зрения центрального руководства при их продвижении на более высокие посты.

### Выведенные из-под уголовной ответственности
В ходе следственно-партийных мероприятий ЦКК выявились многочисленные компрометирующие сведения касательно ленинградцев: не только недочёты в работе, сокрытие информации о различных нарушениях, наличие партвзысканий, но и коррупция, стяжательство, разврат. Получение таких сведений могло иметь разные последствия: взыскания по партийной линии или исключение из партии, лишение должности и даже уголовное преследование. Значительно отягчали дело имевшиеся в прошлом взыскания. При том, что меру наказания за проступки нередко определяли субъективные факторы, многие «ленинградцы» постарались натворить таких злоупотреблений, что их виновность доказывалась вполне убедительно.

## Коррупция и личное обогащение
20 сентября 1949 г. Г. М. Маленков получил доклад министра финансов СССР А. Г. Зверева «О грубых нарушениях финансовой дисциплины быв. руководящими работниками исполкома Ленинградского городского совета депутатов трудящихся». На следующий день Маленков передал эту служебную записку для ознакомления секретарям ЦК и заместителю председателя Комиссии партийного контроля при ЦК ВКП(б) М. Ф. Шкирятову, а также направил её копию министру государственной безопасности СССР В. С. Абакумову.

## План

### Разбор нарушений и отстранение от должностей
Поводом для Ленинградского дела послужило проведение в Ленинграде с 10 по 20 января 1949 года Всероссийской оптовой ярмарки. Сообщение о ярмарке стало дополнением к уже имевшемуся компромату. Руководителей Ленинградской партийной организации обвинили в подтасовках в ходе выборов нового руководства на конференции в декабре 1948 года.
Секретарь ЦК ВКП(б) Г. М. Маленков выдвинул против А. А. Кузнецова и председателя Совета министров РСФСР М. И. Родионова, секретарей Ленинградского обкома и горкома ВКП(б) П. С. Попкова и Я. Ф. Капустина обвинения в том, что они провели ярмарку без ведома и в обход ЦК и правительства.
Бюро Совета министров СССР под председательством Г. М. Маленкова приняло постановление «О мероприятиях по улучшению торговли». В постановлении было сказано: «организовать в ноябре-декабре 1948 года межобластные оптовые ярмарки, на которых произвести распродажу излишних товаров, разрешить свободный вывоз из одной области в другую купленных на ярмарке промышленных товаров». Во исполнение этого постановления Министерство торговли СССР и Совет министров РСФСР приняли решение провести в Ленинграде с 10 по 20 января Всероссийскую оптовую ярмарку и обязали Ленинградский горисполком оказать практическую помощь в её организации и проведении. 13 января 1949 г. во время работы ярмарки председатель Совета министров РСФСР М. И. Родионов направил письменную информацию на имя Г. М. Маленкова об открывшейся в Ленинграде Всероссийской оптовой ярмарке с участием в ней торговых организаций союзных республик.
28 января 1949 года Пленум ЦК КПСС освободил А. А. Кузнецова от обязанностей секретаря ЦК. 15 февраля было принято постановление Политбюро ЦК ВКП(б) «Об антипартийных действиях члена ЦК ВКП(б) т. Кузнецова А. А. и кандидатов в члены ЦК ВКП(б) тт. Родионова М. И. и Попкова П. С.». Все трое были сняты с занимаемых постов.
Поводом для обвинения Н. А. Вознесенского послужила докладная записка заместителя председателя Госснаба СССР М. Т. Помазнева о занижении Госпланом СССР плана промышленного производства СССР на первый квартал 1949 года.
22 февраля 1949 года состоялся объединённый пленум Ленинградского обкома и горкома партии, на котором Г. М. Маленков сделал сообщение о постановлении ЦК ВКП(б) от 15 февраля 1949 г.
Присутствие на пленуме секретаря ЦК Г. М. Маленкова добавило решительности ораторам, которые сказали много дельного в адрес высшего руководства, однако это не было мелкой местью поверженным руководителям, так как их положение в партии не сильно изменилось. Снятый с работы П. С. Попков, которого направили на учёбу и оставили в статусе кандидата в члены ЦК, выступил дважды, критикуемый А. А. Кузнецов оставался на своём посту в ЦК. Поэтому откровения о том, что Кузнецов приказывал устраивать ему отрепетированные овации на партийных конференциях в районах города, стремился после отъезда А. А. Жданова в Москву на пост секретаря ЦК принизить его роль в блокадные годы, а свой собственный отъезд в Москву обставил с губернаторской пышностью, были восприняты довольно жёстко. Кузнецову припомнили нетерпимость к критике и чужому мнению, обыкновение снимать с работы тех, кто решался высказывать точку зрения, отличную от его собственной. Этот стиль работы укоренился в Ленинграде и после отъезда Кузнецова в Москву — в частности, его перенял Я. Ф. Капустин, который в общении с подчиненными был груб до нецензурной брани. Вероятно, высказанные в адрес А. А. Кузнецова претензии сыграли решающую роль в отмене намерения Сталина поставить того руководителем Дальневосточного бюро ЦК ВКП (б).
Никто из выступавших не привёл каких-либо фактов о существовании антипартийной группы, только П. С. Попков и Я. Ф. Капустин признали, что их деятельность носила антипартийный характер. Вслед за ними и другие выступающие стали каяться в ошибках. В постановлении объединённого пленума обкома и горкома А. А. Кузнецов, М. И. Родионов, П. С. Попков, Я. Ф. Капустин обвинялись в принадлежности к антипартийной группе.
Пленум ЦК ВКП(б) 7 марта 1949 года опросом вывел из состава Политбюро Н. А. Вознесенского, из состава Оргбюро — А. А. Кузнецова и М. И. Родионова.

### Финансовое расследование
После отстранения руководства города от постов по существовавшей в сталинское время практике началась обязательная ревизия финансово-хозяйственной деятельности властных учреждений, вскрывшая многочисленные злоупотребления ленинградского партийно-хозяйственного начальства. По итогам ревизии министр финансов СССР А. Г. Зверев составил на имя секретаря ЦК Г. М. Маленкова докладную записку «О грубых нарушениях финансовой дисциплины быв. руководящими работниками исполкома Ленинградского городского совета депутатов трудящихся». Сведения о цифрах растрат и присвоения средств и ресурсов выглядят достаточно зловеще на фоне того, что послевоенный Ленинград с трудом возвращался к нормальной жизни, в городе и области было немало людей, страдавших от недоедания и дистрофии. Вопреки Постановлению Совета народных комиссаров СССР от 2 января 1945 года «О запрещении расходования средств на устройство банкетов» с санкции бывших руководителей Ленгорисполкома Попкова и Лазутина банкеты для бывшего руководства горисполкома с членами их семей, городского партийного и советского актива стали обыденным явлением. В период 1946—1949 годов на эти цели было истрачено 296 316 рублей, в том числе 104 610 рублей на спиртное.
Кроме того, из государственных средств на руководящий состав горисполкома в количестве 7 человек незаконно было потрачено 664 842 рубля, в том числе:
- 137 892 рубля на угощение в 1946—1948 гг. членов президиума во время торжественных заседаний и сессий, руководителей города на трибунах в праздники;
- 302 382 рубля на питание и продукты руководителям горисполкома Попкову, Лазутину, их заместителям и бывшему секретарю горисполкома Бубнову. Эти продукты выделялись из буфета и других мест сверх установленных лимитов и ассигнований на социально-бытовые нужды, выделяемых бесплатно продуктов через сектор спецназначения Ленинградского областного управления Министерства госбезопасности СССР и получаемой дотации на питание через столовую. Продукты доставлялись на дом Лазутину, на банкеты для руководителей горисполкома и их семей, на поездки в Москву, а затраты на эти цели в бухгалтерском учёте были учтены как расходы на приём делегаций;
- 115 091 рубль на содержание квартир для Лазутина (особняк К-1 и квартира на ул. Набережная реки Карповки, 13) в 1946—1949 годах, в том числе 17 549 рублей на оплату домашней прислуги и 9180 рублей на фураж для коровы;
- 12 804 рубля на содержание дач руководящего состава,
- 6197 рублей на содержание квартир Попкова и Кузнецова.

Из средств на «прочие (особые) расходы» Ленгорисполкома 443 681 рубль был потрачен на содержание презентационного особняка под шифром К-2, который на деле использовался не для официальных приёмов делегаций, а для отдыха в выходные и праздники руководства Ленгорисполкома и членов семей его функционеров.

### Следствие и приговоры
Летом 1949 года начался новый этап в разработке так называемого «Ленинградского дела». Абакумов и работники возглавляемого им МГБ СССР обвинили А. А. Кузнецова, М. И. Родионова и руководителей Ленинградской областной организации ВКП(б) в контрреволюционной деятельности. Было дано указание об арестах, которые начались с июля 1949 года.
Информация о снятии с работы, привлечению к партийной и уголовной ответственности, о судебных процессах в прессе не публиковалась.
Более года арестованных подвергали допросам и пыткам. Вопрос о физическом уничтожении был предрешён задолго до процесса, состоявшегося 29—30 сентября 1950 г. в Ленинграде в Доме офицеров на Литейном проспекте. Именно ради «ленинградцев» в СССР вновь вводится смертная казнь.
В 1947 году смертная казнь в СССР Указом Президиума Верховного Совета СССР была отменена. Но уже в ходе следствия по ленинградскому делу, 12 января 1950 года, происходит восстановление смертной казни по отношению к «изменникам Родины, шпионам и подрывникам-диверсантам». Несмотря на то, что правило «закон обратной силы не имеет» не действует в данном случае, введение смертной казни происходит за три дня до постановления политбюро ЦК ВКП(б) «Об антипартийных действиях…», и потому связь между двумя фактами просматривается.
1 октября 1950 года в 2:00, спустя час после оглашения приговора, Н. А. Вознесенский, А. А. Кузнецов, М. И. Родионов, П. С. Попков, Я. Ф. Капустин, П. Г. Лазутин были расстреляны. Прах их тайно захоронили на Левашовской пустоши под Ленинградом. И. М. Турко, Т. В. Закржевскую и Ф. Е. Михеева осудили на длительное тюремное заключение.
После расправы над «центральной группой» состоялись судебные процессы, которые вынесли приговоры остальным лицам, проходившим по «Ленинградскому делу». В Москве Военная коллегия Верховного суда СССР к смертной казни приговорила 20 человек: 27.10.1950 — Г. Ф. Бадаева, А. Д. Вербицкого, М. А. Вознесенскую, А. А. Вознесенского, П. Н. Кубаткина, П. И. Левина, Н. В. Соловьёва и П. А. Чурсина; 28.10.1950 — М. В. Басова, П. Т. Бондаренко, А. А. Бубнова, А. И. Бурилина, В. П. Галкина, В. Н. Иванова, М. Н. Никитина, М. И. Петровского, М. И. Сафонова, П. Т. Талюша и И. С. Харитонова; 31.10.1950 — В. О. Белопольского, расстрелянных в последних числах октября 1950 года. Их тела вывезли на кладбище Донского монастыря, кремировали и сбросили останки в яму невостребованных прахов.

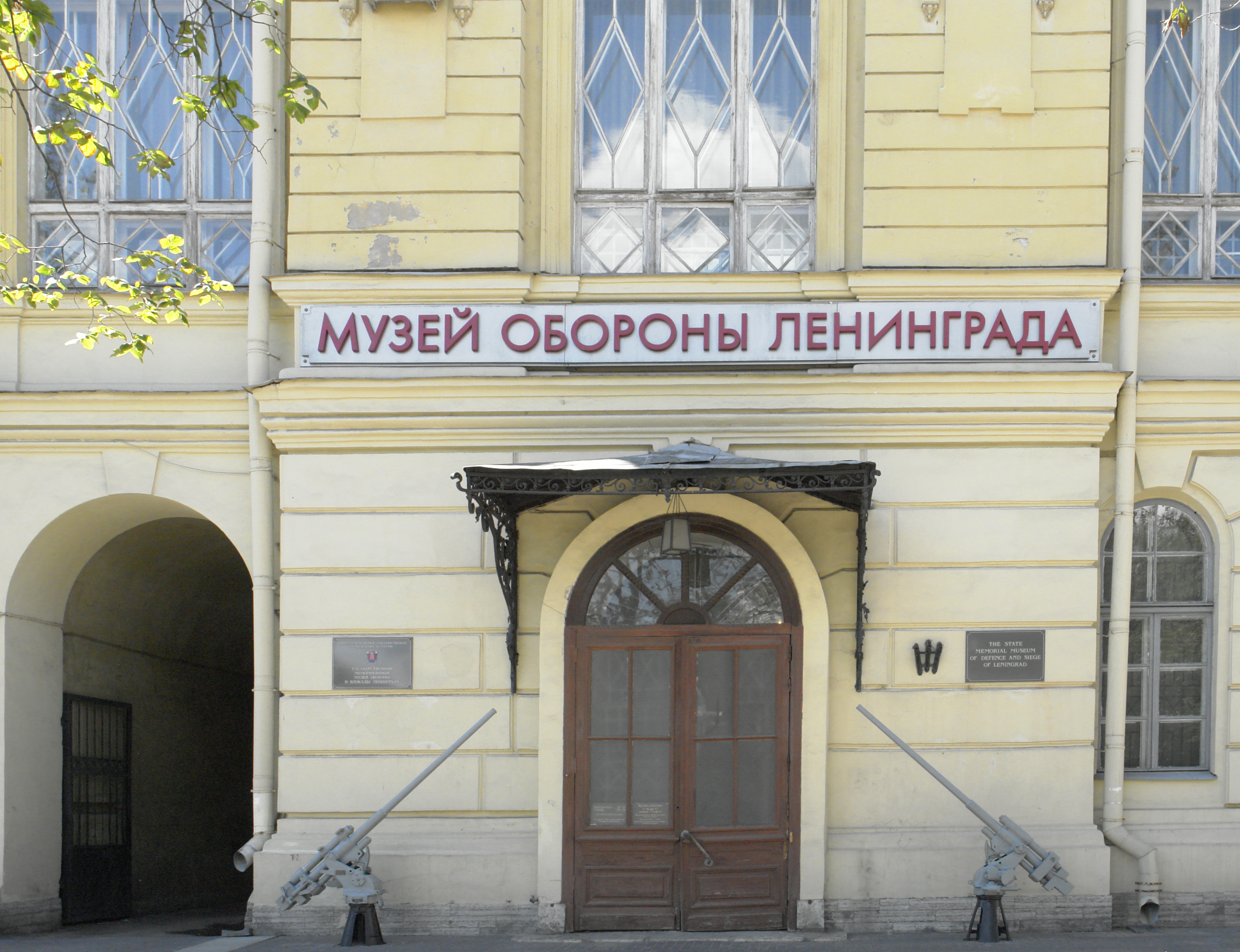
Вход в музей (лето 2007)

Разгром был учинён в Ленинградском университете, Ленинградском филиале Музея Ленина, Ленинградском музее революции и Музее обороны Ленинграда.
Репрессиям подверглись также хозяйственные, профсоюзные, комсомольские и военные работники, учёные, представители творческой интеллигенции (ленинградские учёные и работники культуры осуждались по отдельным делам, не связанным с собственно Ленинградским делом). Помимо ленинградцев, репрессиям подверглись и другие лица, которые считались членами команды А. А. Жданова в частности, руководители Карело-Финской ССР Г. Н. Куприянов и В. М. Виролайнен.
Аресты продолжались и позднее. В августе 1952 г. на длительные сроки тюремного заключения были осуждены по сфальсифицированным «делам» Смольнинского, Дзержинского и других районов города свыше 50 человек, работавших во время блокады секретарями райкомов партии и председателями райисполкомов.
Из докладной записки министра внутренних дел СССР С. Н. Круглова и его заместителя И. А. Серова:

«Всего было осуждено 214 человек, из них 69 человек основных обвиняемых и 145 человек из числа близких и дальних родственников. Кроме того, 2 человека умерли в тюрьме до суда. 26 человека осуждены военной коллегией к высшей мере наказания (расстрелу)».
С октября 1950 г. начались аресты и допросы членов семей обвиняемых. При пересмотре дела поступило предложение о реабилитации родственников лиц, осуждённых по «Ленинградскому делу». В докладной записке от 10 декабря 1953 г. руководителей МВД СССР С. Н. Круглова и И. А. Серова утверждалось, что «на абсолютное большинство из них не имелось серьёзных оснований для привлечения к уголовной ответственности или высылке в дальние районы Сибири». В записке были приведены наиболее вопиющие факты в данном отношении.
Так, МГБ СССР осудило на 5 лет ссылки мать секретаря Ленинградского обкома Г. Ф. Бадаева в возрасте 67 лет и двух его сестёр, проживавших самостоятельно. Отправили в ссылку отца секретаря Ленинградского горисполкома А. А. Бубнова в возрасте 72 лет, мать 66 лет, двух братьев и двух сестёр.
В 1949—1952 гг. только в Ленинграде и области было освобождено от работы, исключены из ВКП(б) свыше 2 тысяч человек.

## Пересмотр дела
30 апреля 1954 года Верховный суд СССР пересмотрел «Ленинградское дело» и реабилитировал лиц, проходивших по нему, а 3 мая Президиум ЦК КПСС принял окончательное постановление «О деле Кузнецова, Попкова, Вознесенского и других»:

…Абакумов и его сообщники искусственно представляли эти действия как действия организованной антисоветской изменнической группы и избиениями и угрозами добились вымышленных показаний арестованных о создании якобы ими заговора…

17 декабря 1997 года Президиум Верховного суда РФ постановил:

Абакумов и его подчинённые […] создали так называемое Ленинградское дело. В 1950 году Абакумов расправился со 150 членами семей осуждённых по «Ленинградскому делу», репрессировав их.

## Возможные причины «Ленинградского дела»
Ленинградское дело и связанные с ним процессы и репрессии единодушно относят к наименее исследованным и понятным событиям послевоенного периода эпохи позднего сталинизма.
По мнению историков, это связано как с недоступностью для исследователей большинства партийных дел его основных фигурантов по причинами неснятого уровня секретности документов, расширенной охраны персональных данных, неполной сохранности ряда ключевых архивов за эти годы, как например, архива Комиссии партийного контроля при ЦК ВКП(б), где проходило рассмотрение некоторых аспектов вменяемых обвинений участникам Ленинградского дела. Большое количество документов, относящихся к делу, было уничтожено в период с марта 1950-го по середину и конец 1953-го., в рамках подготовки XX и XXII Съездов КПСС, борьбы за власть после смерти Сталина и кампании десталинизации 1962 г.
Историки и исследователи выделяют несколько главных возможных причин инициации процесса и особенно жестокого его финала:
- резко обострившаяся закулисная политическая и аппаратная борьба между так называемой «группой Жданова» (к которой принадлежали все репрессированные) и «группой Маленкова-Берии» в окружении и за спиной Сталина в последние годы его жизни в отношении названных Сталиным в рамках подготовительных мероприятий XIX Съезда ВКП(б) его возможных преемников (Кузнецов[35], Вознесенский, назывался также Николай Булганин). Вторая группа переиграла первую после скоропостижной смерти второго секретаря ЦК и личного друга Сталина А. А. Жданова, выдвинув ей надуманные обвинения и сначала добилась политического отстранения «ленинградцев», а затем и физического устранения. Сталин, стремившийся укрепить личную власть, санкционировал преследование самостоятельных «ленинградцев»[3].
- жёсткое подавление лицами из сталинского окружения и самим Сталиным предполагаемых и реальных сторонников так называемой «русской партии», в том числе сторонников создания Компартии РСФСР в составе ВКП(б) — вопрос об этом поднимался и обсуждался Андреевым А. А.[36] ещё на XIV Съезде партии в декабре 1925 г., принятия республик СССР в ООН как самостоятельных государств, воссоздания в РСФСР министерств и органов управления, являющихся непременным атрибутом союзной республики — подобные органы в РСФСР были упразднены после образования СССР. Реформа, официально подготавливаемая в течение 1944—1947 гг., была приостановлена, и так и неосуществлённый проект реформирования послевоенного СССР и его национального устройства не состоялся. Многие сторонники данного проекта (например, известно о попытках председателя Совета Министров РСФСР Родионова заручиться поддержкой вождя в деле организации Бюро Центрального комитета ВКП(б) по РСФСР в период 1947—1948 гг. — Сталин, по-видимому, проигнорировал такие предложения вследствие опасений, что подобные инициативы могут привести к сепаратистским тенденциям) оказались репрессированы именно в рамках Ленинградского дела[37][38].
- хозяйственные и имущественные преступления и проступки партийного и хозяйственного руководства г. Ленинграда[39], серьёзные нарушения партийной этики и дисциплины, клановость ленинградского руководства и его выдвиженцев. Данная версия нашла полное подтверждение по материалам архива Комиссии партийного контроля при ЦК ВКП(б), где была показана однозначная правомочность выдвинутых обвинений в отношении подследственных по Ленинградском делу[31].

Серго Берия, Феликс Чуев и М. Е. Червяков высказывали мнение о политизированности «Ленинградского дела».
В свою очередь, Георгий Маленков утверждал, что действия производились «по личному указанию Сталина».

## Память
1 октября 2017 года на Левашовском мемориальном кладбище был открыт памятный знак с именами Н. А. Вознесенского, А. А. Кузнецова, М. И. Родионова, П. С. Попкова, Я. Ф. Капустина, П. Г. Лазутина.
Памятник 17 расстрелянным руководителям Ленинграда и Ленинградской области установлен на Донском кладбище Москвы, где захоронен их прах. Мемориальная доска в знак памяти 8 репрессированных руководителей Ленинградской области установлена в фойе Областного выставочного зала «Смольный» в Санкт-Петербурге.